# Kōfuku-jitsugen-tō
Die Kōfuku-jitsugen-tō (jap. 幸福実現党, „Glücksrealisierungspartei“; engl. The Happiness Realization Party) ist eine politische Partei in Japan. Sie wurde vor den Unterhauswahlen 2009 von der auch in Deutschland tätigen Religionsgemeinschaft Kōfuku no Kagaku (Happy Science) gegründet. Sie konnte zwar keine Mandate gewinnen, war aber 2010 vorübergehend durch einen übergetretenen Abgeordneten im Sangiin, dem Oberhaus, vertreten.

## Geschichte
Im Wahlkampf 2009 fiel die Partei durch die Forderung nach Abschaffung der Umsatzsteuer und ihre Warnung vor der Bedrohung durch ein nuklear bewaffnetes Nordkorea auf. Sie fordert eine Revision von Artikel 9 der Japanischen Verfassung, will die Bevölkerung Japans auf 300 Millionen steigern, die „koloniale Mentalität“ Japans überwinden und das Land für Einwanderer öffnen und neben der Mehrwertsteuer auch die Erbschafts- und Schenkungssteuern abschaffen. Außerdem will sie ein präsidiales Regierungssystem einführen. Der Gründungsvorsitzende der Partei war Jikidō Aeba. Im Juni vor der Wahl wurde er durch Kyōko Ōkawa abgelöst, die Exfrau von Ryūhō Ōkawa, Gründer und Präsident der Kōfuku no Kagaku. Bei der Wahl 2009 gelang es der Partei nicht, ein Mandat zu gewinnen. Nach drei weiteren Parteivorsitzenden führt seit April 2010 Etsuo Ishikawa den Vorsitz, ein ehemaliger Mitarbeiter von Nomura Shōken und seit 1994 Mitglied von Kōfuku no Kagaku.
Im Mai 2010 trat der ehemalige DPJ-, Kaikaku-Club- und LDP-Abgeordnete Yasuhiro Ōe der Kōfuku-jitsugen-tō bei. Bei der Oberhauswahl 2010 stellte die Partei vor allem in den eher städtischen Präfekturen mit mehreren Mandaten Kandidaten auf. Ōe trat im Dezember 2010 wieder aus der Partei aus.